# Vaginizam
Vaginizam (grč. vaginismus) je fizičko ili psihičko stanje žene izazvano grčevitim stezanjem mišića vaginalnog ulaza i karličnog dna. Najčešće je prisutan kod mladih žena usled preterane osetljivost vaginalnog ulaza. Vaginizam utiče na sposobnost žene da u bilo kojem obliku, obavi vaginalnu penetraciju — uključujući i bilo koji seksualni odnos, penetraciju prstima, ubacivanje tampona, dijafragme ili drugih menstruacijskih pomagala, lekova ali i penetraciju koja uključuje ginekološke preglede (unos spekuluma i PAPA testove). 

## Alternativni nazivi
Seksualna disfunkcija — vaginizam

## Etiopatogeneza
Iako se ne zna tačan uzrok pretpostavka je da vaginizam nastaje kao posledica nevoljnog grčenje vaginalnih mišića, što čini bilo koju penetraciju u unutrašnjost vagine jako bolnom ili nemogućom. Iako nema dokaza, koji je mišić odgovoran za spazam vaginalnog zida, najčešće se smatra da je to pubokokcigelani mišić, poznat i kao „PC mišić". Međutim ne isključuje se i grčenje ostalih mišića tog područja, kao što su levator ani, bulbocavernosus, cirkumvaginalni (okolovaginalni) i perivaginalni (privaginalni) mišići.
Žena sa vaginizmom može i svesno kontrolisati spazam, jer je on refleks koji može biti povezan sa refleksnim zatvaranjem očiju kada neki predmet pođe prema njoj. 
Težina vaginizma, kao i bol prilikom penetracije (uključujući i seksualnu), individualno varira, od žene do žene.

### Predispozicija
Faktori koji mogu doprinieti pojavi primarnog ili sekundarnog vaginismusa uključuju:
- Strah od gubitka kontrole;
- Nepovjerenje u odnosu na partnera;
- Samosvijest o telesnoj slici;
- Zablude o seksu ili nedostižni standardi za seks od preteranih pregleda i prikupljanja seksualnih materijala, kao što su pornografija ili apstinencija;
- Strah da vagina nije dovoljno široka ili dovoljno duboka / prevelik strah od partnerovog penisa;
- Neotkrivena ili odbijena seksualnost (posebno, aseksualni ili lezbijsko iskustvo);
- Neotkriveno ili odbijeno osećanje kao kao što je transrodnost (konkretno, kod transmuškaraca).[2]

## Primarni vaginizam
Žena ima primarni vaginizam kada nije u stanju da obavi penetrativni seks ili iskustvo bezbolne vaginalne penetracije. Ovaj oblik se obično javlja kod tinejdžerki i žena u ranim dvadesetim godinama života, kada su mnoge devojke i mlade žene u zapadnom svetu imale prve pokušaje da koriste higijenske tampone, imale prodoran seks, ili su obavljale ginekološki Papa test. 
Žena sa vaginizmom često može biti nesvesna svog stanja dok pokušava vaginalnu penetraciju, a može biti upoznat sa uzrocima njenog stanja. 

### Predispozicija
Nekoliko od glavnih faktora koji mogu doprineti primarni vaginizam uključuju:
- Stanje koje se naziva sindrom vestibulitis vulve, više ili manje sinonim za fokalne vaginitis, takozvana sub-kliničku upalu, u kojoj se doživljava bol pri nekom obliku pokušaja penetracije;
- Infekcije urinarnog trakta;
- Vaginalne gljivične infekcije
- Seksualno zlostavljanja, silovanje, drugi oblici seksualnog zlostavljanja, pokušaj ili napad u cilju seksualnog zlostavljanja;
- Poznavanje (ili svedočenje) seksualnog ili fizičkog zlostavljanja drugih, bez ličnog takvog iskustva;
- Nasilje ili slični sukobi u ranom kućnom okruženju;
- Strah od bolova povezanih s penetracijom, posebno popularna zabluda „probijanja" himena na prvi pokušaj penetracije ili ideja da će prva vaginalna penetracija neminovno povrijediti devojku:
- Hronična bolna stanja i ponašanje po modelu „izbegavanja štete”.
- Bilo koja fizička invazivna trauma (ne nužno ili čak ni u blizini genitalija);
- Generalizovana anksioznost;
- Stres;
- Negativne emocionalne reakcije prema seksualnoj stimulaciji;
- Konzervativno moralno obrazovanje, koje može izazvati negativne emocije.[3][4][5]
- Primarni vaginizmi su često i idiopatski.[6]

## Sekundarni vaginizam
Sekundarni vaginizam nastaje kada žena koje su ranije bila u mogućnosti da ostvare penetraciju. To može biti zbog fizičkih uzroka kao što su:
- gljivične infekcije
- traume tokom porođaja,
- psiholoških uzroci ili
- kombinacija vše uzroka.

Tretman ovog vaginizam je isti kao i za primarni vaginizam, iako, u ovim slučajevima, prethodno iskustvo sa uspešnim penetracijama može pomoći u bržem rješavanju stanja. 
Peri-menopauzni i menopauzni vaginizam, često nastaje zbog sušenja vulve i vaginalnog tkiva, kao posledice smanjenja estrogena i kao rezultat „mikro-sužavanja" pri prvom izazivanju seksualnog bola, koji je doveo do spazma.

## Klasifikacija
Lamont je klasifikovao vaginizam prema težini stanja, opisujući četiri stepena; dok je Pacík proširio Lamontovu klasifikacije, uključenjem i petog stepena,
Prvi stepen — žena ima spazam mišića karlice koji se može lako, sa sigurnošću opustiti. 
Drugi stepenu — grč vagine je prisutan, ali se održava na nivou karlice,
Treći stepen — žena podiže karlicu kako bi da izbegne da bude ispitana.
Četvrti stepen — (takođe poznatom kao 4. klasa vaginizma), je najteži oblik vaginizma, kada žena podiže zadnjicu, povlači i čvrsto steže butine da izbegne ispitivanje. 
Peti stepen — u kojem žena doživljava visceralne reakcije, kao što su znojenje, hiperventilacija, lupanje srca, drhtanje, tresenje, mučnina, povraćanje, gubljenje svijesti, želeći da skoči sa stola ili napada lekara.
Iako se obično smatra da je u primarni vagizmus uključen samo pubokokcigealni mišić, Pacík je identifikovao i učešće dva dodatna mišića, u žena pod sedativima — bulbospongiozusa i srednjih vaginalnih mišića (puborectalnih mišića).

## Klinička slika
Glavni znaci i simptomi su:
- Teška ili bolna vaginalna penetracija tokom polnog odnosa.
- Vaginalna penetracija možda nije moguća.
- Vaginalni bol tokom seksualnog odnosa ili pregleda karlice.
- Depresija i anksioznost — jer žene sa vaginizmom često postanu zabrinute zbog nemogućnosti seksualnog odnosa.[11]

To ne znači da ne mogu biti seksualno uzbuđene, jer mnoge žene sa ovim problemom mogu imati orgazme bez penetracije kada im se stimuliše klitoris.

## Dijagnoza
Dijagnoza se postavlja na osnovu anamneze i ginekološkog pregleda kada se objektivno može potvrditi dijagnozu. Medicinska anamneza i kompletan fizički pregled potrebni su i za traženje drugih uzroka bola kod spolnih odnosa (dispareunija).

## Terapija
Zdravstveni tim sastavljen od ginekologa, fizioterapeuta i seksualnog savetnika može pomoći u lečenju.
Tretman uključuje kombinaciju fizikalne terapije, edukacije, savetovanja i vežbi kao što je kontrakcija i opuštanje mišića dna karlice (Kegelove vežbe).
Preporučuju se vaginalne dilatacije pomoću plastičnih dilatatora. Ova metoda pomaže da žena postane manje osetljiva na vaginalnu penetraciju. Ove vežbe treba da se rade pod rukovodstvom obučenog terapeuta, fizioterapeuta ili drugog zdravstvenog radnika. 
Terapija treba da uključi partnera i može polako dovesti do intimnijeg kontakta, kako bi se na kraju terapije omogućio normalan odnos.

## Prognoza
Žene koje leče specijalisti edukovani za seksualnu terapiju mogu vrlo često prevladati ovaj problem.

## Spoljašnje veze
- " Does Vaginismus Exist?: A Critical Review of the Literature (језик: енглески)

|  | Molimo Vas, obratite pažnju na važno upozorenje u vezi sa temama iz oblasti medicine (zdravlja). |